# Wiloszyn
Wiloszyn (deutsch Wilhelminenhof) war ein Ort in der polnischen Woiwodschaft Ermland-Masuren. Seine Ortsstelle gehört zur Gmina Bartoszyce (Landgemeinde Bartenstein) im Powiat Bartoszycki (Kreis Bartenstein (Ostpr.)).

## Geographische Lage
Die Ortsstelle Wiloszyns liegt in der nördlichen Mitte der Woiwodschaft Ermland-Masuren, 31 Kilometer südlich der ehemaligen und heute auf russischem Hoheitsgebiet gelegenen Kreisstadt Friedland (russisch Prawdinsk) bzw. neun Kilometer südöstlich der heutigen Kreismetropole Bartoszyce (deutsch Bartenstein).

## Geschichte
Das Vorwerk Wilhelminenhof war bis 1928 ein Wohnplatz im  Gutsbezirk Glittehnen (polnisch Glitajny) im ostpreußischen Kreis Friedland (1927 in „Kreis Bartenstein“ umbenannt).
Am 30. September 1928 wurde Glittehnen nach Wordommen (polnisch Wardomy) eingemeindet, so dass dann bis 1945 Wilhelminenhof eine Ortschaft von Wordommen war.
Als 1945 das gesamte südliche Ostpreußen in Kriegsfolge zu Polen kam, erhielt Wilhelminenhof die polnische Namensform „Wiloszyn“. Schon bald aber verflüchtigte sich die Spur des Ortes, der wohl nicht mehr besiedelt wurde. Heute wird er offiziell gar nicht mehr erwähnt und gilt als nicht mehr existent. Seine Ortsstelle gehört zum Bereich der Landgemeinde Bartoszyce (Bartenstein) im Powiat Bartoszycki (Kreis Bartenstein (Ostpr.)) in der Woiwodschaft Ermland-Masuren.

## Religion
Christentum
Bis 1945 war Wilhelminenhof in die evangelische Kirche Gallingen (polnisch Galiny) in der Kirchenprovinz Ostpreußen der Kirche der Altpreußischen Union, außerdem in die römisch-katholische St.-Bruno-Kirche in Bartenstein (Bartoszyce) im damaligen Bistum Ermland ein gepfarrt.

## Verkehr
Zur kaum noch wahrnehmbaren Ortsstelle von Wiloszyn gelangt man über einen befahrbaren Verbindungsweg von Wardomy über Glitajny.